# HD15588
HD15588 — хімічно пекулярна зоря спектрального класу A2, що має видиму зоряну величину в смузі V приблизно 6,8.
Вона  розташована на відстані близько 279,7 світлових років від Сонця.

## Фізичні характеристики
Зоря HD15588 обертається порівняно повільно навколо своєї осі. Проєкція її екваторіальної швидкості на промінь зору становить Vsin(i)= 50км/сек.